# Il topolino Marty e la fabbrica di perle
Il topolino Marty e la fabbrica di perle (El Ratón Pérez) è un film d'animazione del 2006 diretto da Juan Pablo Buscarini.

## Trama
Lucia è una bambina che ha appena perso un dentino: presto Marty, un simpatico e vivace topolino, viene a prenderlo nella sua cameretta per trasportarlo alla nave dove assieme ad altri roditori lo trasforma in perla, e lascia in cambio una moneta. Quando Marty viene catturato con lo scopo di rubare la sua nave e il suo tesoro, è proprio Lucia, assieme al geniale cugino Oliver a darsi da fare per liberarlo, nonostante i dubbi dei suoi genitori.

## Seguito
Il film ha avuto anche un sequel intitolato Il topolino Marty 2 - Amici per sempre.